# Christianoúpoli
Christianoúpoli, en grec moderne : Χριστιανούπολη, est un village du dème de Triphylie, district régional de Messénie, en Grèce.
Selon le recensement de 2011, la population du village s'élève à 302 habitants.